# عثمان نوري باشا
عثمان نوري باشا (1832- 5 أبريل 1900) قائد تركي. حارب في القرم ولبنان وكريت وبلاد العرب، ورقي إلى رتبة مشير لانتصاراته في بلاد الصرب 1876. دافع عن بلافنا ببلغاريا في الحرب الروسية التركية (1877- 1878) ضد هجمات الجيش الروسي المتكررة التي أكرهت عثمان باشا أخيراً على التسليم.

## بطولاته
بعد التحقيق الباهر الذي حققه العثمانيون في البلقان استعدت روسيا لإعلان حرب علي الدولة العثمانية وانضمت رومانيا إلي روسيا وعبروا نهر الدانوب واستولوا على بعض المدن التابعة للعثمانيين وعلى بعض النقاط المهمة والمعابر المؤدية إلى البلقان وقام السلطان عبدالحميد الثاني بتغيير كبير في قيادات الجيوش العثمانية للتصدي للغزو الروسي، حاول الروس الاستيلاء على مدينة بلفنه التي تقع في بلغاريا حاليا وهي من أهم المعابر في البلقان
ولكن القائد العثماني (عثمان باشا) تصدى لهم، فردهم علي أعقابهم منهزمين، فأعادوا الهجوم بقوات أكثر كثافة ومع ذلك نجح ذلك القائد العثماني في التصدي للروس مرة أخرى.
مما جعل مولانا السلطان العثماني يصدر فرمانا خاصا في الثناء عليه.
وأمام هذا الصمود حاول الروس التغيير من سياستهم في الاستيلاء علي هذه المدينة واتبعوا سياسة الحصار لها، وحاولوا منع الإمدادات من الوصول الي الجيوش العثمانية، وفي الوقت نفسه عززوا قواتهم وحضر القيصر الروسي بنفسه علي المعركة القادمة
و انضم امير رومانيا وكان معه 100 الف مقاتل، فأصبحت الكفة العسكرية في صالح الروس حيث تجاوز عددهم 150 الف مقاتل ففرضوا حصارا علي ثلاثة خطوط علي القوات العثمانية
و مع ذلك فأن العثمانيين المحاصرين بقيادة عثمان باشا صمدوا صمود الابطال ورغم ان عددهم كان قرابة 50 الف مقاتل
فأنهم لم يكتفوا بذلك الصمود، بل اعدوا خطة رائعة لهجوم معاكس علي خطوط العدو المحاصر لهم طالبين بذلك ام النصر وفك الحصار أو الشهادة الجلية
و قاد عثمان باشا قواته التي انحدرت علي الاعداء وهم يهللون ويكبرون فسقطت أعداد منهم شهداء علي يدي قوات الروس، ومع ذلك فقد تمكنوا من اختراق الخط الأول للمحاصرين والخط الثاني واستولوا على المدافع فيه
اصيب القائد عثمان باشا ببعض الجراح عند الخط الثالث فسرت اشاعه قوية بين جنده باستشهاده ففت ذلك في عضدهم، حاولوا الرجوع إلي مدينتهم ولكن بعض قوات الروس أصبح بداخلها، وبذلك أصبح الجند العثمانيون في العراء بين نيران العدو المختلفة فاضطروا الي الاستسلام للقوات الروسية، وكان ذلك سنة 1877م. سلّم القائد العثماني نفسه وهو جريح إلي الروس اللذين كانوا معجبين به ويشيدون بشجاعته واقدامه
حتى ان القائد العام للقوات الروسية قام بتهنئة عثمان باشا علي دفاعه الرائع واعاد له سيفه احتراما لقدراته القتالية وصبره، وارسل إلى روسيا في شهر ديسمبر من نفس العام 1877م، واستقبله القيصر بكل مراسم الاحترام ولم يعامل «عثمان باشا» معاملة الاسير.